# Ferulago subvelutina
Ferulago subvelutina är en flockblommig växtart som beskrevs av Karl Heinz Rechinger. Ferulago subvelutina ingår i släktet Ferulago och familjen flockblommiga växter. Inga underarter finns listade i Catalogue of Life.